# Rommelhypotheek

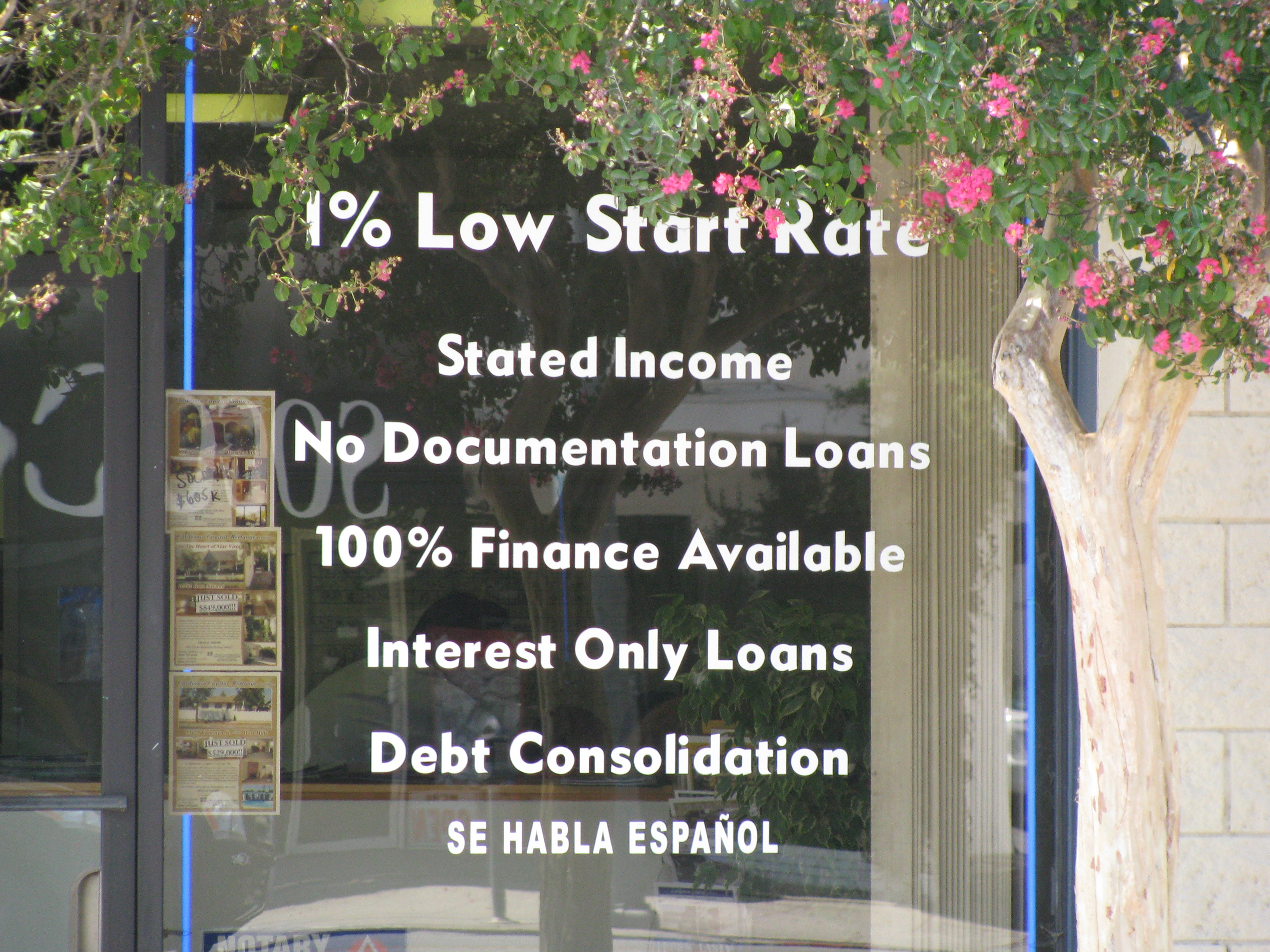
Reclame voor een Amerikaanse 'subprime'-hypotheek, juli 2008

Met de term rommelhypotheek wordt vooral verwezen naar Amerikaanse subprime-hypotheken die een belangrijke rol speelden bij het ontstaan van de kredietcrisis van 2007. Het betreft hypotheken waarbij hypotheeknemers bereid waren een groot risico op afbetalingsproblemen van de hypotheekgever te nemen. 
De term 'subprime' verwijst naar de krediet-rating van de leners. 'Prime' stond voor een bepaalde kredietrating die voldoende was voor een hypotheek, dus 'subprime' (beneden-prime) stond voor de ratings hieronder die dus in principe niet voldoende waren voor een hypotheek. De reden was vaak een slechte krediethistorie of het niet hebben van inkomen.
Toch waren de banken in de economische opgang van de jaren 2003-2007 bereid hypothecaire leningen te geven, zelfs aan mensen met een subprime rating en zonder inkomen. De eerste jaren waren bovendien aflossingsvrij. Het idee was dat met de stijging van de huizenprijzen de inleners na verloop van tijd hun huizen konden verkopen met forse winst en de hypotheek met rente hiermee konden aflossen. En zelfs als de mensen in de problemen kwamen was dit voor de bank nog geen ramp, want dan zou het huis door middel van het hypotheekrecht te gelde kunnen worden gemaakt. Bovendien wentelden banken het risico af op anderen door de hypothecaire leningen te cederen en/of te securitiseren. Vaak werden gesecuritiseerde risico's zelfs opnieuw gebundeld en gesecuritiseerd, zodat het steeds minder duidelijk was wat precies het risico was waar een investeerder aan blootstond. De banken bleven als 'servicer' van de leningen nog wel het centrale aanspreekpunt voor de klant maar droegen geen risico en kregen zelfs voor deze 'servicing' betaald uit deze transacties.
Hierdoor ontstond een zogenaamd moral hazard: enerzijds kregen de banken wel commissies voor afgesloten leningen, maar anderzijds konden ze risico's afwentelen waardoor de prikkel tot voorzichtigheid wegviel. Bovendien konden de banken door het verkopen en securitiseren van deze leningen vrij snel hun kapitaal terugkrijgen om het zodoende nogmaals uit te lenen middels nieuwe rommelhypotheken. En daarna nogmaals. En nogmaals. Als gevolg hiervan nam het aantal rommelhypotheken toe totdat het een bedreiging voor het gehele financiële systeem vormde.
Toen uiteindelijk in 2006-2007 de rente ging stijgen en de aflossingsvrije perioden eindigden, kwamen zeer veel inleners in de problemen omdat ze de verplichtingen niet konden opbrengen. Wanneer men vervolgens de verhypothekeerde panden te gelde trachtte te maken bleek dat de huizenprijs niet meer steeg maar zelfs begon te dalen omdat er zoveel huizenbezitters hun huis op deze manier verloren en er dus een groter aanbod was. 
Niet alleen bleven de banken hierdoor met verliezen achter, maar leidde dit er ook toe dat veel huizenbezitters niet meer de lening wensten af te betalen omdat het huis te veel in waarde was gedaald. Dit leidde ertoe dat een aantal van hen de sleutel bij de bank inleverden en verklaarde de lening niet meer af te willen betalen, wat de problemen versterkte. In sommige staten konden huizenbezitters dit doen omdat de bank slechts verhaal had op het verhypothekeerde object. De lener was zo wel van zijn schuld af, op straffe van verlies van zijn huis en zijn kredietwaardigheid.
De problemen in de hypotheeksector breidden zich echter uit naar de partijen die de risico's hadden gekocht, namelijk de securitisatievehikels en hun investeerders. Omdat deze investeerders vaak ook weer securitisatievehikels en banken waren, kon de crisis zich zodoende uitbreiden naar andere sectoren.